# Merengue
Merengue (яп. メレンゲ) — японська Angura Kei група. Merengue — j-rock команда, сформована у 2002 році.

## Учасники гурту
- Кендзі Кубо (яп. クボケンジ/Kubo Kenji) відповідає за вокал, гітара, і синтезатора.
- Такеші Ямадзакі (яп. ヤマザキ タケシ/Yamazaki Takeshi) є барабанщик.
- Тсуцоші Такешіта (яп. タケシタ ツヨシ/Takeshita Tsuyoshi) є басист.